# Ida (planetka)
(243) Ida je planetka 54 kilometrů dlouhá z hlavního pásu planetek, kterou zkoumala sonda Galileo při svém průletu 28. srpna 1993. Je to první objevená binární planetka a je součástí rodiny planetek Koronis.

## Objev a jméno
Idu objevil česko-rakouský astronom Johann Palisa 29. září 1884 ve Vídni. Byla pojmenována po krétské nymfě Idě z řecké mytologie.

## Měsíc
Ida má malý měsíc Dactyl, který objevila členka mise Galileo Ann Harch 17. února 1994 při zkoumání přijatých snímků ze sondy Galileo. Měsíc byl provizorně označen jako S/1993 (243) 1  a později pojmenovaný Dactyl.
Měsíc o průměru 1,4 km obíhá kolem Idy v průměrné vzdálenosti 90 km. Jeden oběh vykoná za 1,54 dne. Oběžná dráha měsíce zatím nebyla přesně stanovena.

## Fyzikální charakteristiky
Planetka obíhá v hlavním pásu planetek mezi Marsem a Jupiterem ve vzdálenosti 2,861 AU od Slunce po eliptické dráze s excentricitou 0,046. Má nepravidelný tvar o rozměrech 53,6×24,0×15,2 km. Kolem osy se otočí za 4 hod a 37 min. Povrch je pokryt regolitem a impaktními krátery.
Impaktní krátery na Idě dostaly jména podle známých jeskyní z celého světa. Hřebeny mají jména členů projektu Galileo. Výrazné oblasti jsou nazvány podle objevitele Idy Johanna Palisy a podle míst s ním spojených.